# Josef Wedewer
Josef Wedewer (* 24. März 1896 in Lüdinghausen; † 28. Dezember 1979 ebenda) war ein deutscher Maler und Kunsterzieher.

## Leben
Von 1916 bis 1918 nahm Wedewer am Ersten Weltkrieg als Kanonier teil, mit Lazarettaufenthalt in Koblenz. Danach studierte er von 1919 bis 1923 an der Kunstakademie Kassel zunächst bei dem Landschaftsmaler Curt Witte und ab 1922 bei Ewald Düllberg. Dort Freundschaft mit den Malern Theo Hölscher, Hans Kraft und Karl Hauenherm.  Nach einer kurzen expressiven Phase wurde er ein Vertreter des Stils Neue Sachlichkeit. Er machte Studienreisen unter anderem nach Paris, in die Schweiz und nach Italien. Von 1924 bis 1958 war er Zeichenlehrer am Schlaun-Gymnasium in Münster. 1927 heiratete er seine Ehefrau Thea. Im selben Jahr wurde er zusammen mit dem Hammer Künstler Theo Hölscher und Hans Kraft Mitbegründer der Gruppe „Junges Westfalen“ und Mitglied des Westdeutschen Künstlerbundes. Vor 1933 hatte er Ausstellungen unter anderem in der Galerie Alfred Flechtheim, Berlin; Galerie Neumann-Nierendorff, Berlin; Galerie Bruno Cassirer, Berlin. Ab 1933 entstanden vorwiegend dunkeltonige Stimmungslandschaften und Stadtansichten. Hier verwendete er seine Eindrücke des Münsterlandes, Sauerlandes, Soest, der Lahn und Motive von Hafenlandschaften der deutschen Küste. Ab 1947 malte er erste abstrakte Bilder, die er ab den 1960er-Jahren zunehmend um Collageelemente erweiterte. Im letzten Lebensabschnitt hielt er sich in Ascona auf und beschäftigte sich wieder mit der Landschaftsmalerei. Er war Mitglied der „Dortmunder Gruppe“.
Wedewer starb 1979 in Lüdinghausen. Er war der Vater von Rolf Wedewer, dem langjährigen Direktor des Museums Morsbroich in Leverkusen. Seine in den 1960er-Jahren geschaffenen Papierarbeiten gingen als Schenkung postum in die Sammlung der Städtischen Galerie Villa Zanders in Bergisch Gladbach. Ein Teil seines künstlerischen Nachlasses befindet sich zudem im Künstler:innenarchiv der Stiftung Kunstfonds.

## Ausstellungen
- 1927 Kunsthallen Hansa Haus Essen: Sonderausstellung Theo Hölscher und Josef Wedewer
- 1956 Westfälischer Kunstverein Münster, Zimmergalerie Franck, Frankfurt/Main
- 1957 Galerie Geschwinden, Kassel, Galerie Stenzel, München, Märkisches Museum, Witten
- 1958 Neue Galerie, Ingolstadt, Galerie Dauer, München, Galerie Clasing, Münster
- 1959 Von der Heydt-Museum, Wuppertal, Galerie Neuburger, Duisburg, Galerie Faust, Köln, Galerie Junge Kunst, Fulda
- 1961 Galerie Beno, Zürich
- 1965 Galerie im Centre, Göttingen
- 1966 Märkisches Museum, Witten
- 1967 Schloß Wittrungen, Gladbeck
- 1969 Galerie Spektrum, Bochum, Kleine Galerie Hans-Miermann-Haus, Rheine
- 1983 Gustav-Lübcke-Museum, Hamm
- 1986 Volksbank Lüdinghausen
- 1999 Galerie Ostendorff, Münster
- 2000 Westfälisches Landesmuseum für Kunst- und Kulturgeschichte, Münster
- 2005 Retrospektive zum 25. Todestag, Kaktus Kulturforum Lüdinghausen und Volksbank Lüdinghausen-Olfen
- 2011 Galerie Ostendorff, Münster
- 2014 Kaktus Kulturforum Lüdinghausen, Doppelausstellung Burg Vischering und Burg Lüdinghausen, Lüdinghausen
- 2021 Heimat jetzt!? Kolvenburg in Billerbeck; Würdigung zum 125ten Geburtstag
- 2025 Glotzt nicht so romantisch. Josef Wedewer & die Neue Sachlichkeit, Ausstellung Haus Opherdicke, Kreis Unna

Teilnahme an Gruppenausstellungen in Frankreich, Schweiz, USA, Schweden

## Werke in öffentlichem Besitz
- Nationalgalerie Berlin; Hinterhäuser im Schnee, 1927, WWVZ 50, Geschenk des Verlegers Hermann Reckendorf an die Nationalgalerie 1930
- Kunsthalle Bielefeld; Stadt an der Lenne, 1937, WWVZ 315
- Dortmund, Museum am Ostwall
- Düsseldorf, Kunstmuseum am Ehrenhof
- Hagen, Karl Ernst Osthaus-Museum, Dorf im Sauerland, 1935, WWVZ 236, dort nicht mehr nachweisbar!
- Kultusministerium NRW
- Leverkusen, Städtisches Museum Schloss Morsbroich
- Stadt Lüdinghausen; Am Steverwall, 1938, WWVZ 347 und Pleistermühle, 1941, WWVZ 503 und Verschneiter Wald, 1942, WWVZ 531
- Museum der Stadt Lünen; Landstraße im Herbst, 1937, WWVZ 327
- Städtische Kunsthalle Mannheim; Bootshäuser, 1942, WWVZ 535, dort nicht mehr nachweisbar!
- Münster, Westfälisches Landesmuseum für Kunst und Kulturgeschichte; Moulin de la Galette-Montmartre, 1930, WWVZ 65
- Klostergalerie Bentlage: Klosterschule, 1932, WWVZ 101 und Blick aus meinem Fenster, 1928, WWVZ 46
- Städtische Kunsthalle Recklinghausen
- Stadt Soest, Wilhelm-Morgner Haus
- Märkisches Museum der Stadt Witten; Verschneite Straße in Lüdinghausen, 1938, WWVZ 336 und Im Aap, 1946, WWVZ 672
- Stadtmuseum Münster; Blick aus meinem Atelier, 1930, WWVZ 88 und Weiße Kirche, 1930, WWVZ 78
- Felix Nußbaum Museum, Osnabrück; Orgeldreher, 1922, WWVZ 11 und Bahnübergang, 1927, WWVZ34